# Oobius ambiguus
Oobius ambiguus is een vliesvleugelig insect uit de familie Encyrtidae. De wetenschappelijke naam is voor het eerst geldig gepubliceerd in 2004 door Zhang & Huang.